# Chantiers Aéro-Maritimes de la Seine
La Chantiers Aéro-Maritimes de la Seine, conosciuta anche come CAMS con cui siglava i velivoli di propria produzione, era un'azienda aeronautica francese fondata nel 1920 e specializzata nella produzione di idrovolanti.
L'azienda inizialmente era importatrice dei modelli di idrovolante prodotti dall'italiana Anonima Costruzioni Aeronautiche Savoia. Il primo modello di propria produzione fu il CAMS 30, un idroaddestratore militare che venne portato in volo per la prima volta nel gennaio 1923.
La CAMS venne prima acquisita dalla Société Générale Aéronautique (SGA), creata l'11 febbraio 1930, quindi dalla Potez nel 1933, e continuò a sviluppare idrovolanti, anche noti con la denominazione Potez: 141, 160 e 161.
Il 1º febbraio 1937, la CAMS assieme alla Potez e tutte le aziende aeronautiche francesi ad indirizzo bellico venne nazionalizzata e smembrata in consorzi. La nazionalizzazione divenne effettiva dal 15 luglio successivo.
Lo stabilimento della CAMS di Saint-Ouen venne inglobato nella Société nationale des constructions aéronautiques du sud-est (SNCASE)., mentre quello di Sartrouville nella Société nationale de constructions aéronautiques du Nord (SNCAN).

## Produzione
- CAMS 30
- CAMS 31
- CAMS 32
- CAMS 33
- CAMS 36
- CAMS 37
- CAMS 38
- CAMS 46
- CAMS 50
- CAMS 51
- CAMS 52
- CAMS 53
- CAMS 54
- CAMS 55
- CAMS 56
- CAMS 57
- CAMS 58
- CAMS 80
- CAMS 90
- CAMS 110
- CAMS 120

### Pubblicazioni
- (FR) Gérard Hartmann, Les hydravions CAMS (PDF), in Flying Boats of the World, http://www.msacomputer.com/FlyingBoats-old/, 13 dicembre 2004. URL consultato il 10 maggio 2014 (archiviato dall'url originale il 5 febbraio 2018).